# Барсуковская
Барсуко́вская — станица в Кочубеевском районе (муниципальном округе) Ставропольского края России.

## Этимология
Названа по реке Барсуки (от ног. борсуклы — «близко вода»).
Также встречаются варианты названия Барсаковская, Барсуковское.

## География
Расположена на правом берегу реки Кубань в пределах Кубано-Суркульской депрессии, в 9 км к северу от районного центра и в 33 км к юго-западу краевого центра.

## История
Основана 4 ноября 1825 года.
С манифестом Екатерины II от 8 апреля 1783 года правобережная Кубань окончательно вошла в состав Российской империи, и поэтому уже в следующем, 1784 году, на берегу новой пограничной реки начинают возводить оборонительные укрепления.
Одним из первых форпостов на Кубани становится Преградный стан, сооружённый по приказу тогдашнего кавказского администратора генерал-поручика П. С. Потёмкина на месте будущей станицы, у устья Барсуков, как стали называть Барсукле русские солдаты и казаки. Известно, что в 1785 году в этом укреплении располагался гарнизон из 100 человек.
Преградному стану, однако, не довелось стать долголетним опорным пунктом на Кубани, поскольку с самого момента основания в его гарнизоне, представленном в основном офицерами и солдатами Воронежского пехотного полка, все время имели место необыкновенно высокие заболеваемость и смертность. Лихорадки, происхождение которых связывали и с водой реки Барсуки, и с солончаками, тянувшимися от Овечьего брода (ныне село Надзорное Кочубеевского района Ставрополья) до Невинного мыса (ныне Невинномысск), буквально «выкашивали» дежурные команды.
Вот почему в мае 1789 г. данное укрепление было упразднено, и взамен Преградного стана на вершине нынешней горы Стрижамент стал возводиться новый ретраншемент Темнолесский.
У самого же устья Барсуков оставляли только одноимённый пост (Усть-Барсуковский), который, наряду с соседними Надзорным, Донским, Преградным, занимался донцами, прибывшими на Кавказскую линию. Этот отрезок кубанской границы, вплоть до заселения станицы Барсуковской, являлся одним из самых беспокойных, поскольку именно здесь горцы довольно часто переправлялись на российский берег, проникая затем к Тёмному лесу и Ставрополю для грабежа, разбоя и захвата пленных. В итоге в окрестностях будущей станицы нередко вспыхивали перестрелки и настоящие схватки с закубанскими наездниками.
Так, по свидетельству казачьего историка ВТ. Толстова, 4 ноября 1825 года на реке Барсуклы постовая команда из 17 хопёрских и 10 донских казаков под началом есаула Попова настигла партию в несколько сотен всадников, ведомую горскими князьями Джембулатом Айтековым и Измаилом Касаевым, которая разгромила Шошины хутора и сожгла казачий пост в окрестностях города Александрова (ныне село Александровское Кочубеевского района Ставрополья), а также отогнала большой табун лошадей у местных ногайцев. Казаки и примкнувшие к ним ногайцы попытались воспрепятствовать переправе горцев через Кубань, и в разгоревшемся бою практически все они героически сложили головы (выжили лишь два израненных казака-хопёрца Лучкин и Назаренко).
Благодаря настойчивым хлопотам командующего войсками Кавказского корпуса, генерала от инфантерии А. П. Ермолова, во второй половине 1820-х годов осуществляется заселение беспокойного верхнекубанского участка станицами Хопёрского линейного полка, одной из которых и явилась Барсуковская. Учитывая неудачный опыт устройства постоянного укрепления (Преградный стан 1784—1789 гг.), возведение новой станицы «при Усть-Барсуках» должно было производиться с большой осторожностью. «На первый случай» предписывалось в качестве эксперимента поселить не более 10 домов с тем, чтобы проследить воздействие климата низменного кубанского берега.
В конечном итоге Барсуковскую из всех 6 новопоселенных станиц (Невинномысской, Беломечётской, Баталпашинской, Карантинной и Бекешевской) устроили самой последней: лишь осенью 1828 года здесь окончательно осели казачьи семьи.
До этого все новоприбывшие в период с 1781 по 1826 годы проживали в станице Московской (ныне село Московское Изобильненского района Ставропольского края), заложенной при одноимённой крепости Азово-Моздокской линии, согласно высочайшему рескрипту императрицы Екатерины II.
По сведениям 1828 года, в Барсуковской значилось 153 двора, где проживало 620 душ мужского пола; при этом один двор принадлежал семье священника, в 10 обосновались офицерские семьи, а основная часть дворов приходилась на семьи рядовых казаков.
Из рапорта командира Хопёрского полка майора М. Д. Канивальского, датированного июнем 1829 года, видно, что от станицы Барсуковской на службе состояло 6 обер-офицеров и 155 урядников и казаков, в отставке числилось 4 офицера и 130 казаков, кроме того, значилось 102 малолетка и 311 стариков и неслужащих.
1857 год — открытие церковно-приходской школы.
1942 год — образование средней школы.
1976 год — постройка нового здания средней школы № 6.
2002 год — станица Барсуковская сильно пострадала в результате наводнения.
До 16 марта 2020 года станица была административным центром упразднённого Барсуковского сельсовета.

## Население
| 1828  | 1839  | 1845  | 1855  | 1861  | 1867  | 1871  |
| ----- | ----- | ----- | ----- | ----- | ----- | ----- |
| 620   | ↗1581 | ↗1739 | ↗1987 | ↘1514 | ↗1711 | ↗1806 |
| 1882  | 1896  | 1916  | 1989  | 2002  | 2010  | 2014  |
| ↗2067 | ↗2684 | ↗3786 | ↗4503 | ↗5431 | ↘4712 | ↘4700 |
| 2021  |       |       |       |       |       |       |
| ↘4549 |       |       |       |       |       |       |

Гендерный состав
По итогам переписи населения 2010 года проживали 2307 мужчин (48,96 %) и 2405 женщин (51,04 %).
Национальный состав
По данным переписи 2002 года в национальной структуре населения преобладают русские (86 %).
По итогам переписи населения 2010 года проживали следующие национальности (национальности менее 1 %, см. в сноске к строке "Другие"):
| Национальность | Численность | Процент |
| -------------- | ----------- | ------- |
| Русские        | 4029        | 85,51   |
| Цыгане         | 172         | 3,65    |
| Азербайджанцы  | 112         | 2,38    |
| Армяне         | 51          | 1,08    |
| Украинцы       | 50          | 1,06    |
| Другие         | 298         | 6,32    |
| Итого          | 4712        | 100,00  |

## Инфраструктура
- Культурно-досуговый центр
- Барсуковская ПМК
- Общественное открытое кладбище площадью 22 989 м²[16].

## Образование
- Детский сад комбинированного вида № 15
- Средняя общеобразовательная школа № 6
- Специальная (коррекционная) общеобразовательная школа-интернат № 2 VIII вида. Основана 27 сентября 1933 года[17].

## Русская Православная Церковь
- Церковь Святителя Николая Чудотворца. Священник храма иерей Григорий Златорунский, убитый большевиками в 1918 году, включён в поименный список Собора новомучеников и исповедников Церкви Русской[18].

## Чрезвычайные ситуации
Наводнение 2002 года
- Чиновнику простили наводнение // kommersant.ru. — Дата обращения: 06.08.2019.
- Стихия на Ставрополье // www.stapravda.ru. — Дата обращения: 06.08.2019.
- Жителям Барсуковской за 10 лет после наводнения жильё так и не восстановили // stav.kp.ru. — Дата обращения: 06.08.2019.

Шквальный ветер, ливень 2012 года
- Шквальный ветер, ливень в Кочубеевском районе (недоступная ссылка) : [арх. 03.12.2013] // www.akmr-kochubeevskoe.ru. — Дата обращения: 06.08.2019.

## Памятники
- Памятник воинам-землякам, погибших в годы Великой Отечественной войны 1941—1945 гг. 1967 год[19]
- Памятник казакам-хопёрцам. Установлен 8 сентября 1896 года в день 200-летия Хоперского казачьего полка[20].
- Памятный знак в честь основания казаками станицы Барсуковской в 1868 году. 1968 год[21]
- Памятник советским воинам, погибшим в годы Великой Отечественной войны 1941—1945 гг. 1971 год[22]
- Обелиск в честь А. А. Чистякова, командира кавалерийского отряда, погибшего за власть советов[23]